# Pabellón Fuente San Luis
Font de sant lluís Municipal Pavilion (hisz.Pabellón Municipal Fuente San Luis, potocznie La Fonteta) –  hala widowiskowo-sportowa w Walencji w Hiszpanii, otwarta w 1983 r. Od sezonu 1987/88 domowy obiekt koszykarzy Valencia BC, a w latach 1996–2012 koszykarek Ros Casares Valencia. Jej trybuny mogą pomieścić 9000 widzów.
W budynku znajdują się również siłownia oraz sale do: gimnastyki artystycznej, judo, szermierki, karate i tenisa stołowego.

## Link zewnętrzny
- Oficjalna strona internetowa (hiszp.)